# Prova femenina de Sabre per equips als JJOO París 2024
La prova femenina de Sabre per equips als Jocs Olímpics de París 2024 serà la 4a edició de l'esdeveniment femení en unes Olimpíades. La prova es disputarà el 3 d'agost del 2024 al Grand Palais de la capital francesa.
L'equip de Rússia és l'actual campió de la disciplina olímpica després de guanyar l'or als Jocs Olímpics de Tòquio 2020, en vèncer 45 - 41 a la final, a la selecció de França. La selecció de Corea del Sud va aconseguir la medalla de bronze, després de guanyar 45 - 42 a l'equip d'Itàlia. L'equip rus ha guanyat les dues últimes edicions de la prova a les Olimpíades de Tòquio 2020 i Rio 2016.
L'equip de Rússia és la selecció més guardonada amb 2 medalles d'or, en les 3 edicions que la prova de Sabre per equips femenina ha estat present als Jocs Olímpics.

## Format
Tots els equips classificats, entraran en un sorteig amb caps de sèrie i es realitzaran els quadres d'eliminatòries. L'equip que guanyi, passarà l'eliminatòria i el què perdi entrarà en una eliminatòria amb la resta d'equips que hagin perdut, per decidir la posició final. Els dos equips que guanyin la semifinal, disputaran la final, que decidirà la medalla d'or i la medalla de plata i els perdedors jugaran entre ells per guanyar la medalla de bronze.
Cada equip comptarà amb 3 esgrimistes que participaran en 2 rondes no consecutives en cada combat. Es jugaran 9 rondes de 3 minuts o fins al primer que arribi a 5 tocs. El guanyador serà l'equip que primer arribi als 45 tocs totals o que tingui més tocs un cop s'acabin les 9 rondes.

## Classificació
8 equips s'han classificat per la prova femenina de Sabre per equips. Les seleccions han estat classificades mitjançant el rànquing d'equips sènior oficial de la Federació Internacional d'Esgrima (FIE) que es va tancar l'1 d'abril de 2024. Els 4 primers equips del rànquing han estat, per aquest ordre, França, Hongria, Corea del Sud i Ucraïna. Després, cada una de les 4 zones geogràfiques que tingués un equip entre la 5a i la 16a posició també ha classificat una selecció. Així doncs, els Estats Units (5a posició) per Amèrica, Itàlia (6a posició) per Europa, el Japó (7a posició) per Àsia-Oceania i Algèria (15a posició) per Àfrica completaran el torneig.
| Esdeveniment                                           | Places | País          |
| ------------------------------------------------------ | ------ | ------------- |
| 4 primers del rànquing d'equips FIE                    | 4      | França        |
| 4 primers del rànquing d'equips FIE                    | 4      | Hongria       |
| 4 primers del rànquing d'equips FIE                    | 4      | Corea del Sud |
| 4 primers del rànquing d'equips FIE                    | 4      | Ucraïna       |
| Millor equip d'Àfrica entre les posicions 5 - 16       | 1      | Algèria       |
| Millor equip d'Àsia-Oceania entre les posicions 5 - 16 | 1      | Japó          |
| Millor equip d'Amèrica entre les posicions 5 - 16      | 1      | Estats Units  |
| Millor equip d'Europa entre les posicions 5 - 16       | 1      | Itàlia        |

## Medaller històric
| Posició | País          | Or | Argent | Bronze | Total |
| ------- | ------------- | -- | ------ | ------ | ----- |
| 1       | Rússia        | 2  | 0      | 0      | 2     |
| 2       | Ucraïna       | 1  | 1      | 0      | 2     |
| 3       | França        | 0  | 1      | 0      | 1     |
| 3       | Xina          | 0  | 1      | 0      | 1     |
| 5       | Estats Units  | 0  | 0      | 2      | 2     |
| 6       | Corea del Sud | 0  | 0      | 1      | 1     |